# Byblis guehoi
Byblis guehoi är en tvåhjärtbladig växtart som beskrevs av Allen Lowrie och Conran. Byblis guehoi ingår i släktet Byblis och familjen Byblidaceae. Inga underarter finns listade i Catalogue of Life.